# Arauco, Chile
Arauco este o oraș și comună din provincia Arauco, regiunea Bío Bío, Chile, cu o populație de 34.902 locuitori (2012) și o suprafață de 956,1 km2.